# Hồ Tông Nam
Hồ Tông Nam (tiếng Hoa: 胡宗南; bính âm: Hú Zōngnán; Wade–Giles: Hu Tsung-nan), tự Thọ San (壽山), người Trấn Hải, Ninh Ba, sinh ngày 16 tháng 5 năm 1896, là một tướng lĩnh Quốc dân Cách mệnh quân Trung Hoa Dân Quốc. Cùng với Trần Thành và Thang Ân Bá, ông là một trong ba tướng lĩnh tin cẩn của Tưởng Giới Thạch trong Chiến tranh Trung-Nhật lần thứ 2. Sau khi phe Quốc dân rút về Đài Loan năm 1949, Hồ trở thành cố vấn quân sự cho Tổng thống đến khi mất ngày 14 tháng 2 năm 1962.

## Thống nhất và bảo vệ đất nước
Hồ tốt nghiệp khóa 1 trường Võ bị Hoàng Phố (1924). Là một trong những sinh viên ưu tú của Tưởng Giới Thạch, ông tham gia Chiến tranh Bắc phạt với tư cách Tư lệnh Trung đoàn 2, Sư đoàn 1, Quân đoàn 1. Tháng 5 năm 1927, ông được thăng chức Phó tư lệnh Sư đoàn 1 kiêm chỉ huy Trung đoàn 2. Tháng 11 cùng năm, ông được bổ nhiệm làm Tư lệnh Sư đoàn 22 và chỉ huy Sư đoàn trong cuộc Bắc phạt thứ hai vào tháng 4 năm 1928. Tháng 8, sư đoàn này bị giáng cấp làm Lữ đoàn 2 thuộc Sư đoàn 1, ông làm Tư lệnh lữ đoàn này, được Tưởng chú ý. Năm 1929 và 1930, ông chỉ huy lữ đoàn này trong Đại chiến Trung Nguyên bảo vệ Chính phủ trung ương trước các lãnh chúa địa phương như Quế hệ, Phùng Ngọc Tường và Diêm Tích Sơn. Ông được thăng chức Tư lệnh Sư đoàn 1 chỉnh biên sau khi trở về. 
Ông tham gia các chiến dịch chống Cộng của Tưởng, trở thành Tư lệnh Binh đoàn 1 năm 1936, và tham gia Trận Thượng Hải và Trận Vũ Hán, lần lượt chỉ huy Binh đoàn 7, Tập đoàn quân 34, Quân khu 8 và Quân khu 1. Hồ chứng tỏ khả năng trong chiến tranh và cùng với Thang Ân Bá, Tiết Nhạc và các tướng lĩnh Quốc dân đảng khác, Hồ được kẻ thù hết sức kính sợ. Tuy nhiên, vinh quang của Hồ trên chiến trường rất ngắn ngủi, và ông gần như biến mất sau những trận vừa rồi, hiếm khi tham chiến trong khoảng thời gian còn lại, vì Hồ được Tưởng Giới Thạch giao chỉ huy hơn 400.000 quân Quốc dân đảng bao vây căn cứ phe Cộng sản ở Thiểm Tây. Hồ Tông Nam thì muốn hi sinh trên chiến trường chiến đấu chống quân Nhật, thậm chí những gián điệp Cộng sản trong hàng ngũ của ông cũng phải công nhận Hồ từng nhiều lần tỏ ý muốn được đánh quân Nhật, nhưng là một quân nhân, ông vẫn cần mẫn thi hành lệnh Tưởng và giữ nguyên chức vụ đến hết chiến tranh.
Trong thời gian này, xung đột giữa Hồ và Trần Thành tiếp tục trong khi ông ngày càng thân cận với Đới Lạp, thậm chí dẫn đến việc Hồ đính hôn với Ye Xiazhai (叶霞翟), được Đới Lạp giới thiệu cho Hồ khi Ye còn làm việc với Đới Lạp. Hồ và Ye kết hôn năm 1948, khi Hồ đã 52 tuổi.

## Quốc-Cộng tái chiến
Sau Thế chiến II, Hồ Tông Nam giao tranh với Đảng Cộng sản Trung Hoa và trong giai đoạn đầu cuộc chiến, từng chiếm được Diên An, thủ đô phe Cộng sản ở Thiểm Tây. Tuy nhiên, Hồ không thể giành thêm thắng lợi nào đáng kể, vì trong 400.000 quân ông từng chỉ huy trong phần lớn cuộc chiến, một bộ phận lớn được chuyển sang các đạo quân khác, chỉ để lại 250.000 quân cho Hồ chỉ huy. Có tin đồn rằng những đối thủ của Hồ trong Quốc dân đảng xung quanh Tưởng Giới Thạch như Trần Thành ghen tị với ông và thuyết phục Tưởng cắt bớt binh quyền của Hồ. Với cái chết của Đới Lạp, không còn ai bảo vệ Hồ Tông Nam trước mặt Tưởng, và vì bản thân Hồ cũng đang bận đánh nhau với quân Cộng sản ở mảnh đất xa xôi hẻo lánh, ông không thể quay về gặp Tưởng để tự biện hộ trong cuộc tranh chấp quyền lực trong nội bộ Quốc dân đảng. Dù Hồ Tông Nam là một tư lệnh có tài, ông vẫn không phải là đối thủ của tướng Cộng sản Bành Đức Hoài, và với ưu thế tuyệt đối về quân số và vũ khí, 1/4 triệu quân của Hồ không những không đánh bại được 20.000 quân tinh nhuệ của Bành Đức Hoài, mà sau thắng lợi bước đầu còn liên tiếp thua trận. Thất bại của ông to lớn đến nỗi vào tháng 3 năm 1950, khi Hồ rút về Đài Loan, ông không còn bất cứ binh lực nào trong tay.

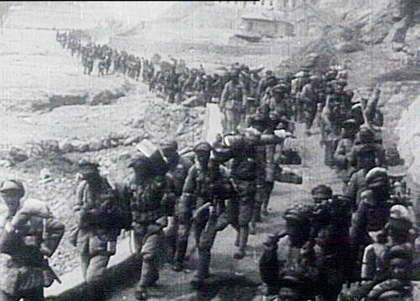
Quân Hồ Tông Nam hành quân về Diên An

Tuy nhiên, có người cho rằng thất bại của Hồ có lý do chính trị nhiều hơn là quân sự. Quan trọng hơn, sự tự mãn, tham vọng và dã tâm chính trị của Tưởng Giới Thạch với việc bám lấy đất đai đã chiếm được kiểu Hitler cũng có vai trò quan trọng dẫn đến thái bại của quân Quốc dân đảng. Địa hình Tây Bắc Trung Hoa hiểm trở có lợi cho quân Cộng sản và chiến thuật du kích của họ, không thích hợp cho các lực lượng Quốc dân cơ giới hóa, và phải cần đến một lực lượng lớn quân đội để đóng giữ những vùng tạm chiếm. Trong thắng lợi bước đầu của Hồ Tông Nam, ông chiếm được căn cứ địa cộng sản ở Sơn Tây và buộc quân cộng sản phải di tản sang bờ đông sông Hoàng Hà với tổn thất 20.000 người trên tổng số 1/4 triệu người, nhưng để bảo vệ vùng đất rộng lớn vừa chiếm được, quân Quốc dân bị dàn mỏng hết sức nguy hiểm. Ví dụ, cần 80.000 quân chiếm đóng Diên An, thủ đô cộng sản tại Thiểm Tây, nhưng Tưởng Giới Thạch bỏ qua vấn đề này vì lý do chính trị, và kết quả là tham vọng chính trị che lấp thực tế chiến trường. Hồ Tông Nam được kỵ binh Hồi giáo của Mã hệ hỗ trợ khi chiếm Diên An.
Một nguyên do khác nữa là ý đồ bám đất của Tưởng Giới Thạch: những vùng đất này quá rộng lớn và hiểm trở nên một lực lượng cơ giới hóa nhỏ có thể đóng giữ, do đó phải đồn trú một lực lượng lớn ở những vùng đất hẻo lánh này. Những lý do cần một lực lượng lớn là vì chủ lực Cộng sản vẫn chưa bị tổn hại trong các chiến dịch của quân Quốc dân và vẫn có thể tấn công Quân đội Quốc dân, và sự tự tin thái quá của Tưởng Giới Thạch khiến ông ta tin rằng 20.000 quân chủ lực cộng sản đánh du kích trong căn cứ địa cũ của họ không phải mối đe dọa, nhưng ông ta đã sai lầm. Để giành được thắng lợi theo ý Tưởng, cần một lực lượng lớn hơn 400.000 quân, và 230.000 quân dưới quyền Hồ là không đủ.
Tạp chí TIME khẳng định Hồ hay đấm ngực như Tarzan mỗi khi bối rối hay giận dữ. Tháng 3 năm 1948, tại Nghi Xuyên, Bành Đức Hoài chỉ huy quân Cộng sản mở cuộc tấn công bất ngờ vào quân Hồ Tông Nam, khiến Hồ tổn thất 20.000 người, và tiến thẳng vào Nam Thiểm Tây với 60.000 quân để vào Tứ Xuyên. Hồ yêu cầu cứu viện từ viên tướng Hồi giáo Mã Hồng Quỳ, ông này gửi đến 2 sư đoàn kỵ binh. Họ đánh bại quân Cộng sản tại Bảo Kê, giết chết 20.000 quân Cộng sản, và đẩy lui họ về Cam Túc.
Năm 1949, toàn bộ hệ thống phòng thủ Quốc dân đảng tan rã từng mảng. Hồ Tông Nam phớt lờ mệnh lệnh của Tổng thống Lý Tông Nhân, khiến Mã Hồng Quỳ giận dữ. Hồ cũng không giữ lời với Mã Hồng Quỳ và các tướng họ Mã khác. Mã Hồng Quỳ gửi điện tín cho Lý Tông Nhân xin từ bỏ mọi chức vụ, rồi trốn sang Đài Loan, và người em họ Ma Hongbin thay chức.

## Di sản
Hồ Tông Nam, là một chỉ huy quân sự có tài, không phải không nhận ra những vấn đề của phe Quốc dân, nhưng là người trung thành, Hồ không thể thách thức Tưởng Giới Thạch, nhất là khi những hành động như vậy có thể tạo ấn tượng sai lầm rằng ông muốn lộng quyền và trở thành một quân phiệt, vì ông vốn được cả phe cộng sản lẫn các đối thủ trong Quốc dân đảng đặt cho biệt danh Tây Bắc Vương. Do đó, Hồ chấp hành mọi mệnh lệnh của Tưởng Giới Thạch mà không hề phản đối trong khi lực lượng của ông bị tiêu hao nhanh chóng dù cần được bổ sung nếu muốn thực hiện những ý đồ của Tưởng, và kết quả không tránh khỏi thất bại: sau khi tổn thất khoảng 13.000 trên tổng số 230.000 người trong 3 trận đánh, quân Quốc dân phải ngừng tấn công trên toàn căn cứ cũ của phe Cộng vì không có đủ lực lượng để cùng lúc bảo vệ tất cả những vùng chiếm được và tổ chức tấn công. Quân Cộng sản có thời gian nghỉ ngơi và tái tổ chức sau 3 trận đánh và lợi dụng tình hình này tiêu hao dần sinh lực quân Quốc dân. Dù Tưởng Giới Thạch về sau cũng tăng viện cho Hồ Tông Nam một lực lượng lớn hơn cả lực lượng Hồ có trong tay trong Thế chiến II, lực lượng này lại được tăng viện theo từng đợt nhỏ, do đó không thể tấn công dứt điểm được chủ lực Cộng sản. Ngược lại, quân Cộng sản có thể tập trung lực lượng để tấn công dứt điểm từng cứ điểm quân Quốc dân với ưu thế quân số, từng bước tiêu diệt các đơn vị Quốc dân đảng. Thất bại của Hồ Tông Nam không phải do ông không có khả năng chỉ huy, nhưng ông vẫn bị các đối thủ buộc tôi sau đó.
Một lý do khác khiến Hồ thất bại là vì trợ thủ thân cận của ông, Thiếu tướng Hùng Hướng Huy (熊向晖, vốn tên Hùng Hối Thuyên 熊汇荃) là điệp viên cộng sản. Hùng bí mật gia nhập Đảng Cộng sản vào tháng 12 năm 1936 tại Đại học Thanh Hoa và theo lệnh trực tiếp từ Chu Ân Lai, Hùng về dưới trướng Hồ Tông Nam vào tháng 12 năm 1937. Hùng hoàn thành xuất sắc công việc và từ tháng 3 năm 1939, ông trở thành thư ký cơ yếu của Hồ. Hùng giữ vị trí này tới tháng 5 năm 1947, khi ông được cử sang Mỹ du học. Sau này Hồ mới được chân tính của Hùng, và rõ ràng, đó không phải lỗi Hồ Tông Nam, bản thân Hồ cũng là nạn nhân bị lừa, nhưng những đối thủ chính trị của Hồ như Trần Thành, buộc tội ông bao che đảng viên Cộng sản, một tội danh mà về sau Hồ lại bị cáo buộc sau khi chạy ra Đài Loan, nhưng cả hai lần Hồ đều thoát nạn.
Tại Đài Loan, ông giữ chức Chủ tịch tỉnh Chiết Giang từ năm 1952, chỉ huy lực lượng phòng thủ Quốc dân đảng trong Khủng hoảng Eo biển Đài Loan lần thứ nhất rồi giải nhiệm năm 1955. Ông tiếp tục phục vụ với tư cách cố vân quân sự của Tổng thống đến khi mất ngày 14 tháng 2 năm 1962. 